# Parco nazionale di Aberdare
Il Parco nazionale di Aberdare è una area naturale protetta del Kenya istituita nel 1950. Si trova nel Kenya centrale a circa 180 km a nord di Nairobi.

## Territorio

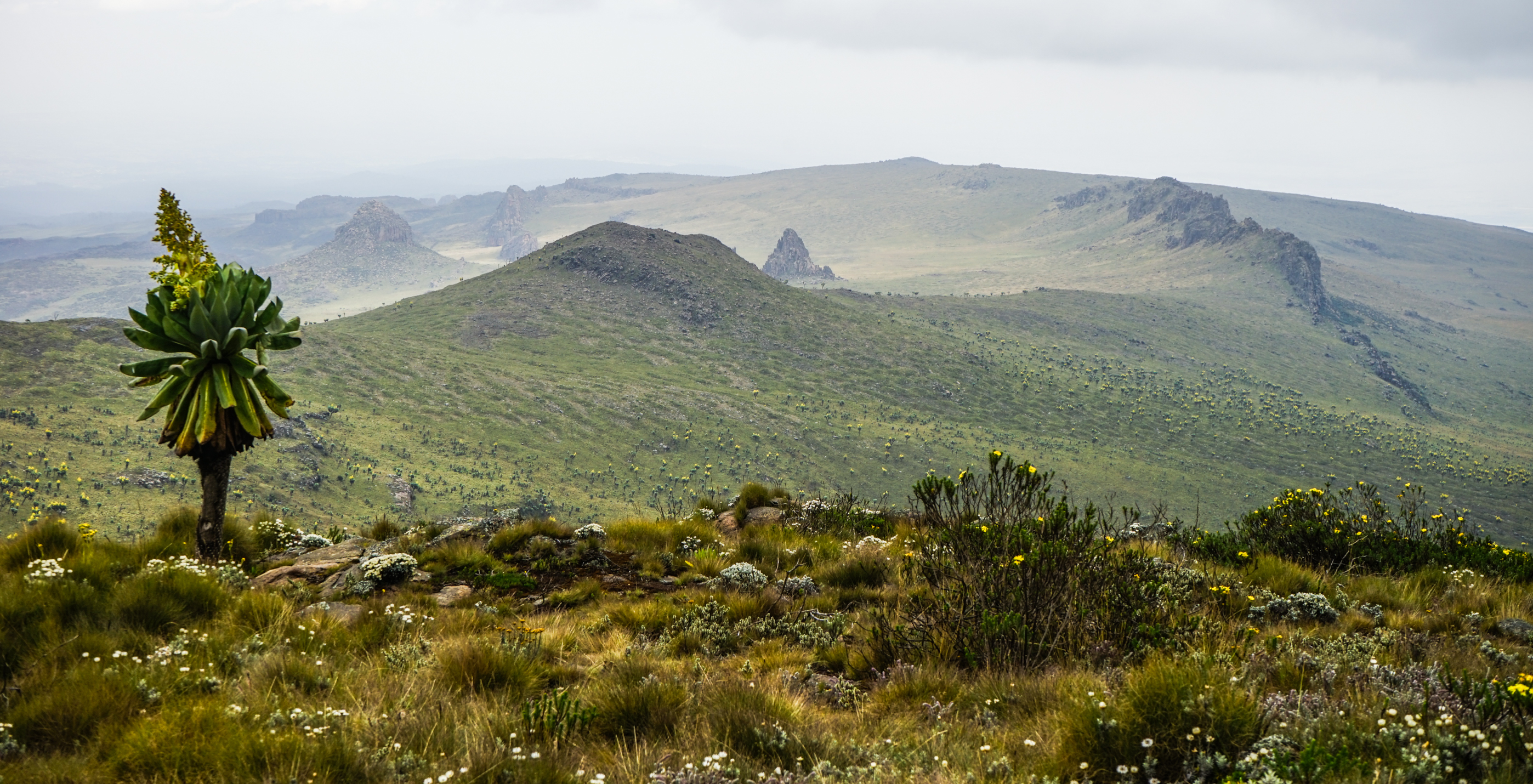
Parco nazionale di Aberdare

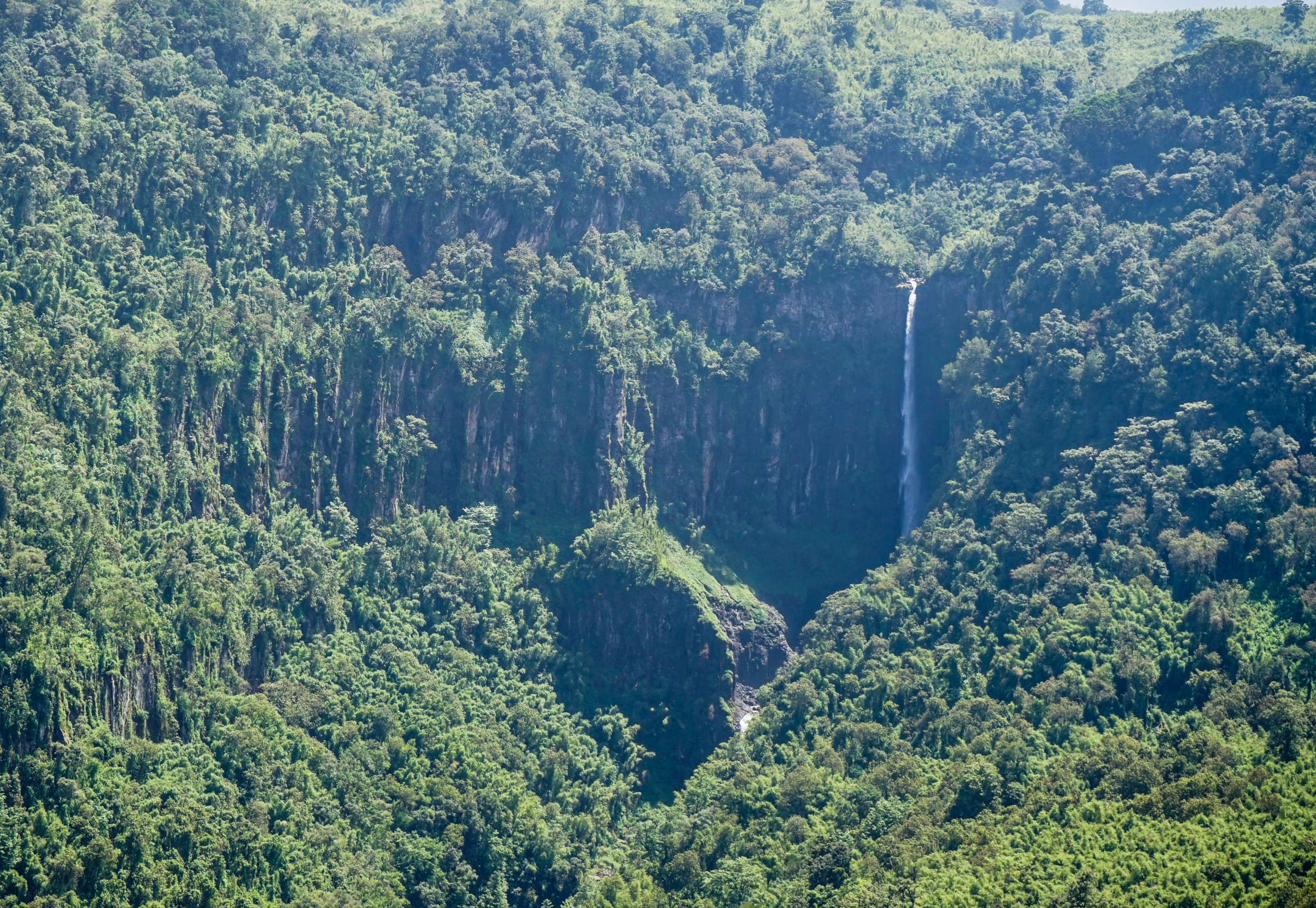
Cascate di Gura, Parco nazionale di Aberdare

Il parco si trova nel Kenya centrale in un'area a cavallo fra le contee di Nyeri, Kiambu e Nyandarua. Il territorio interessa un'area di elevato valore naturalistico di 76.570 ettari che comprende gran parte dei monti Aberdare e della relativa foresta, da una altitudine di circa 1.829 m. fino alla cima delle vetta più elevata, Oldonyo Lesatima, a 3.999 m. slm.
Le aree al di sopra dei 3.500 metri rientrano nell'ecoregione delle Brughiere montane dell'Africa orientale, mentre quelle al di sotto nell'ecoregione delle Foreste montane dell'Africa orientale.
Il clima è temperato con pioggia e nebbia presenti per gran parte dell'anno con precipitazioni che variano da circa 1000 mm all'anno sui pendii nord-occidentali fino a 3.000 mm nelle pendici sud-orientali.

## Flora
Il parco ospita una grande varietà di specie vegetali che variano con l'altitudine. Alle quote più alte, sopra i 2.900-3.000 metri, la vegetazione è dominata dalle ericacee con le specie Erica excelsa, Erica trimera e Erica arborea, Helichrysum, Stoebe kilimandscharica, Cliffortia nitidula e praterie di tussock. Al di sotto dei 3.000 metri e fino a 2.400 metri si trova la foresta di bambu di Oldeania alpina con alberi sparsi, tra cui Podocarpus latifolius e Nuxia congesta. A quote più basse si trovano Cassipourea malosana, Juniperus procera, Olea capensis, Podocarpus falcatus.
Fra le piante endemiche della regione si segnalano le "lobelie giganti" Lobelia aberdarica, Lobelia bambuseti, Lobelia gregoriana sattimae, Lobelia telekii  e i dendroseneci Dendrosenecio keniodendron e Dendrosenecio battiscombei, che crescono nella zona afroalpina.

## Fauna
Il parco dell'Aberdare ospita una fauna molto ricca comprendente oltre 200 specie di uccelli e da 50 a 60 specie di mammiferi. 
Fra i mammiferi presenti nel parco vi sono una serie di specie minacciate fra cui il rinoceronte nero, l'ilochero, il potamochero porcus, il gatto dorato africano, il bongo, l'elefante africano e il colobo. Fra i piccoli mammiferi endemici della regione vanno ricordati Surdisorex norae e Tachyoryctes audax, entrambe considerate specie vulnerabili.
Per quanto riguarda la fauna erpetica si menziona la vipera Montatheris hindii (Viperidae) presente solo qui e sul Monte Kenya, e gli anfibi endemici degli altopiani del Kenya centrale, tra cui Hyperolius montanus, Hyperolius cystocandicans, Amietia wittei e Phrynobatrachus kinangopensis.
Fra le oltre 200 specie di uccelli vanno menzionati Aviceda cuculoides, Buteo oreophilus, Francolinus jacksoni, Scleroptila psilolaema e Tauraco hartlaubi. Nelle aree più alte si trova Nectarinia johnstoni, mentre a quote più basse si trovano Nectarinia tacazze e Nectarinia reichenowi. La Cisticola aberdare si può trovare localmente nella brughiera di tussock.